# الفحلين
الفحلين هو اسم مستوطنة في إمارة رأس الخيمة، يسكنها في الغالب أفراد قبيلة النقبيين.

## التاريخ
شكلت قرية فحلين إلى جانب قرية الخت المتاخمة للجنوب، جزءًا من حاكم رأس الخيمة للقاسمي القرن التاسع عشر، حسن بن رحمة الذي وقع المعاهدة البحرية العامة لعام 1820 مع البريطانية.
في حملة 1819 من بومباي، استولت القوات البريطانية على رأس الخيمة ووقع حسن بن رحمة اتفاقية مبدئية للتنازل عن مدينة رأس الخيمة، التي أصبحت الحامية البريطانية. في عام 1903، دليل الخليج وأشار إلى أن القرية تتكون من واحة أسماك و60 بيتا نقبيا و2000 نخلة.

## انظر ايضا
- الزوراء (الإمارات)